# 2007. november 24-i konzisztórium
A 2007. november 24-i konzisztóriumot XVI. Benedek pápa hívta össze október 17-én. Összesen 23 új bíborost kreált, közülük 18 pápaválasztó (80 év alatti). A konzisztóriumon a pápa eredeti szándéka szerint 24 bíborost kreált volna, de október 16-án elhunyt Ignacy Ludwik Jeż püspök, aki így nem érte meg a bíborossá tételét.
| Nº                         | Ország                    | Név                            | Életkor                | Hivatal                                                                              |
| Pápaválasztó bíborosok     | Pápaválasztó bíborosok    | Pápaválasztó bíborosok         | Pápaválasztó bíborosok | Pápaválasztó bíborosok                                                               |
| -------------------------- | ------------------------- | ------------------------------ | ---------------------- | ------------------------------------------------------------------------------------ |
| 1                          | Argentína                 | Leonardo Sanrdi                | 64                     | a Keleti Egyházak Kongregációja prefektusa                                           |
| 2                          | Amerikai Egyesült Államok | John Patrick Foley             | 72                     | a Jeruzsálemi Szent Sír Lovagrend nagymester-helyettese                              |
| 3                          | Olaszország               | Giovanni Lajolo                | 72                     | a Vatikáni Városállam Pápai Bizottsága és a Vatikáni Városállam Kormányzósága elnöke |
| 4                          | Németország               | Paul Josef Cordes              | 73                     | a „Cor unum” Pápai Tanács elnöke                                                     |
| 5                          | Olaszország               | Angelo Comastri                | 64                     | a Szent Péter-bazilika főpapja és a Szent Péter Műhely elnöke                        |
| 6                          | Lengyelország             | Stanisław Ryłko                | 62                     | a Világiak Pápai Tanácsa elnöke                                                      |
| 7                          | Olaszország               | Raffaele Farina S.D.B.         | 74                     | a Vatikáni Titkos Levéltár levéltárosa, a Vatikán Apostoli Könyvtár könyvtárosa      |
| 8                          | Spanyolország             | Agustín García-Gasco y Vicente | 76                     | a Valenciai főegyházmegye érseke                                                     |
| 9                          | Írország                  | Seán Baptist Brady             | 68                     | az Armagh-i főegyházmegye érseke                                                     |
| 10                         | Spanyolország             | Lluís Martínez Sistach         | 70                     | a Barcelonai főegyházmegye érseke                                                    |
| 11                         | Franciaország             | André Armand Vingt-Trois       | 65                     | a Párizsi főegyházmegye érseke                                                       |
| 12                         | Olaszország               | Angelo Bagnasco                | 64                     | a Genovai főegyházmegye érseke                                                       |
| 13                         | Szenegál                  | Théodore-Adrien Sarr           | 70                     | a Dakari főegyházmegye érseke                                                        |
| 14                         | India                     | Oswald Gracias                 | 62                     | a Mumbai főegyházmegye érseke                                                        |
| 15                         | Mexikó                    | José Francisco Robles Ortega   | 58                     | a Monterrey-i főegyházmegye érseke                                                   |
| 16                         | Amerikai Egyesült Államok | Daniel Nicholas DiNardo        | 58                     | a Galveston-Houstoni főegyházmegye érseke                                            |
| 17                         | Brazília                  | Odilo Pedro Scherer            | 58                     | a São Pauló-i főegyházmegye érseke                                                   |
| 18                         | Kenya                     | John Njue                      | 63                     | a Nairobi főegyházmegye érseke                                                       |
| Nem pápaválasztó bíborosok |                           |                                |                        |                                                                                      |
| 19                         | Irak                      | III. Emmanuel Delly            | 80                     | a Babiloni káld katolikus patriarkátus pátriárkája                                   |
| 20                         | Olaszország               | Giovanni Coppa                 | 82                     | Csehország nyugalmazott apostoli nunciusa                                            |
| 21                         | Argentína                 | Estanislao Esteban Karlic      | 81                     | a Paranái főegyházmegye nyugalmazott érseke                                          |
| 22                         | Spanyolország             | Urbano Navarrete Cortés S.J.   | 87                     | a Pápai Gergely Egyetem egykori rektora                                              |
| 23                         | Olaszország               | Umberto Betti O.F.M.           | 85                     | a Pápai Lateráni Egyetem egykori rektora                                             |